# Estadi Comunal de Aixovall
O Camp d'esports de Aixovall é um estádio de futebol localizado na paróquia de Aixovall, em Andorra. Possui capacidade para 899 torcedores.
A grande maioria dos jogos de futebol no país (incluindo os jogos da Seleção Andorrana de Futebol) são jogados neste estádio, por falta de outras infraestruturas.